# Karl-Heinz Zieger
Karl-Heinz Zieger (* 15. Oktober 1911 in Freiberg; † 30. August 1982 in Eisenhüttenstadt) war ein deutscher Eisenhüttenmann.

## Leben
Karl-Heinz Zieger studierte an der Bergakademie Freiberg Hüttenkunde. 1931 wurde er Mitglied des Corps Saxo-Borussia Freiberg. Das Studium schloss er 1937 als Dipl.-Ing. ab. Im gleichen Jahr wurde er Hochofeningenieur bei der Gutehoffnungshütte in Oberhausen. Nach dem Zweiten Weltkrieg wurde er Hochofenchef der Maxhütte in Unterwellenborn, wo er auch die Fachschule für Roheisenerzeugung begründete. 1950 wurde er mit der Projektierung des Stahl- und Walzwerkes Brandenburg und des Eisenhüttenkombinats Ost (EKO) der DDR beauftragt. Zieger wurde Hochofenchef, Hüttenchef und Produktionsdirektor des EKO in Eisenhüttenstadt, das er in den Folgejahren durch den Bau weiterer Hochöfen entscheidend erweiterte.

## Auszeichnungen
- Verleihung des Nationalpreises der DDR I. Klasse für Wissenschaft und Technik, 1952 (Kollektivauszeichnung zusammen mit Rudolf Stoof und Horst König)[3]
- Posthume Ehrung durch ein Staatsbegräbnis der DDR, 1982